# チュウザン病
チュウザン病（Chuzan disease）とはチュウザンウイルス感染を原因とするウシやヤギの感染症。家畜伝染病予防法における届出伝染病で、対象家畜はウシ、スイギュウ、ヤギ。チュウザンウイルスはレオウイルス科オルビウイルス属に属し、ウシ、ヒツジ、ヤギの赤血球を凝集する。ウシヌカカによって媒介される。感染妊娠牛は流産することなく、冬から春に小脳形成不全、大脳欠損、内水頭症などの先天性異常子牛を娩出する。水無脳症、小脳形成不全症候群を伴うことから、小脳病変を示さないアカバネ病との鑑別が可能である。有効な治療法はない。予防にはヌカカが活発になる9月までに未越夏妊娠牛に不活化ワクチンを1か月間隔で2回接種する。